# Crash 'n' Burn (jeu vidéo, 2004)
Pour les articles homonymes, voir Crash and Burn.
Pour le jeu vidéo de 1993, voir Crash 'n Burn (jeu vidéo, 1993).
Crash 'n' Burn est un jeu vidéo de combat motorisé et de course développé par Climax Racing et édité par Eidos Interactive, sorti en 2004 sur PlayStation 2 et Xbox.

## Accueil
- GameSpot : 6,7/10[1]
- IGN : 5,5/10[2]